# Licoride
Volumnia Citeride, nota con il nome d'arte Citeride e di Licoride (Roma, 70 a.C. – dopo il 43 a.C.), è stata una ballerina, artista del mimo e cortigiana romana, nota per essere stata l'amante di influenti personaggi tra i quali Marco Antonio e Cornelio Gallo, che la fece protagonista delle sue poesie d'amore.

## Biografia
Nata come schiava nel 70 a.C., il suo nome era Volumnia Citeride, nome preso dalla gens Volumnia come liberta di Publio Volumnio Eutrapelo, uomo molto ricco, amico e confidente del triumviro Marco Antonio, ben inserito nel mondo dello spettacolo, forse addirittura proprietario di una scuola di recitazione per spettacoli teatrali ed esibizioni senza veli nelle ville dei potenti e dei politici romani del I secolo a.C.
Volummia, con il nome d'arte di Citeride - riferito a Citera, isola di Venere - e, nei poeti, di Licoride (dal greco Λυκωρίς, dal latino. Lycoris -ĭdis), aveva fatto parte degli spettacoli organizzati da Eutrapelo, dove si esibiva come mima cantando e danzando secondo l'uso della nudatio mimarum e offrendo gratuitamente prestazioni particolari, dovute a titolo di opera per il suo ex padrone e i suoi potenti amici. 
Ebbe relazioni con numerosi uomini politici, a partire da Marco Antonio, con cui ruppe nel 47 a.C., a Marco Giunio Bruto, ma soprattutto con il poeta Cornelio Gallo che la amò dal 43 al 41 a.C., quando la donna lo abbandonò per fuggire nelle province a nord dei territori romani con un ufficiale dell'esercito romano, fedelissimo di Cesare e nemico di Ottaviano (forse Quinto Fufio Caleno), il cui figlio, dopo aver visto morire il padre ai piedi delle Alpi, lo sostituì al comando schierando le truppe contro Marco Antonio parteggiando per il nipote di Cesare.
Dopo il 43 a.C. non abbiamo più sue notizie.

## Influenza
Licoride fu ispiratrice delle poesie di Cornelio Gallo, che le dedicò i quattro libri di Amores e come tale è citata anche da Virgilioː
, da Ovidio
Fu un'affascinante e spregiudicata donna di spettacolo, ricordata ancora molto tempo dopo da Servio Mario Onorato, grammatico che visse tra il IV e il V secolo d.C., che la annovera assieme ad Arbuscola e Origine tra le tre donne di spettacolo più famose dell'antica Roma.
Nella Ecloga X delle Bucoliche, Virgilio descrive la sua infedeltà, causa della disperazione del suo amante Cornelio Gallo.